# Перси Джексон и Олимпийцы (сериал)
«Перси Джексон и Олимпийцы» (англ. Percy Jackson and the Olympians) — американский фэнтезийный сериал, созданный Риком Риорданом и Джонатаном Е. Стейнбергом для стриминг-сервиса Disney+ и основанный на одноимённом литературном цикле Риордана. Уокер Скобелл, Лея Джеффрис и Арьян Симхадри сыграли трёх главных героев — Перси Джексона, Аннабет Чейз и Гроувера Ундервуда.
Разработка сериала началась в мае 2020 года в результате сотрудничества между Риорданом и Disney Branded Television. В июле 2021 года Стейнберг и Шотц присоединились к проекту в качестве шоураннеров, а в октябре того же года Джеймс Бобин был назначен режиссёром первого эпизода. Скобелл получил главную роль в январе 2022 года, а в мае актёрский состав пополнили Джеффрис и Симхадри. В сентябре стало известно, что Андерс Энгстрем и Джет Уилкинсон  срежиссируют другие эпизоды. Съёмки сериала начались в июне 2022 года в Ванкувере и завершились в январе 2023 года.
Премьера «Перси Джексона и Олимпийцев» состоялась 19 декабря 2023 года на Disney+. Первый сезон состоит из восьми серий. Критики высоко оценили сериал, в частности за хорошую адаптацию исходного материала, объяснение правил вымышленного мира и актёрскую игру, причём многие из них предпочли его серии фильмов 2010-2013 годов. В феврале 2024 года сериал был продлён на второй сезон.

## Синопсис
Греческий бог Зевс обвиняет 12-летнего полубога Перси Джексона в похищении молний. Перси предстоит пересечь Америку, чтобы найти их и восстановить порядок на Олимпе.— Disney+

## В ролях

### Главные герои
- Уокер Скобелл — Перси Джексон, юный полубог[3].
- Лея Джеффрис — Аннабет Чейз, дочь Афины, которая тренировалась в Лагере Полукровок в течение пяти лет[4].
- Арьян Симхадри — Гроувер Ундервуд, лучший друг Перси и по совместительству сатир, выдающий себя за 12-летнего мальчика[4].

### Второстепенные персонажи
- Вирджиния Кулл — Салли Джексон, самоотверженная мать Перси[5].
- Глинн Тёрмен — Хирон / Мистер Бруннер, кентавр, выдающий себя за учителя латыни Перси[5]. В мире людей персонаж передвигается на волшебной инвалидной коляске, которая скрывает лошадиную половину его тела; создатели сериала добавили скобу на заднее копыто Хирона, свидетельствующее о военной травме, из-за чего в своём истинном обличии кентавр также является инвалидом[6].
- Джейсон Мандзукас — Дионис / Мистер Д, глава Лагеря Полукровок[5].
- Меган Маллалли — Алекто / Миссис Доддз, учительница математики Перси, которая на самом деле является одной из фурий Аида[5].
- Тимм Шарп — Гейб Ульяно, муж Салли и отчим Перси[5]. Он не является домашним тираном как в книге, так как создателям показалось, что его оригинальный образ не соответствовал тону сериала; тем не менее, по их мнению, он всё же «остался идиотом»[7].
- Диор Гудджон — Кларисса Ла Ру, упрямая дочь Ареса, которая издевается над Перси[8].
- Чарли Бушнелл — Лука Кастеллан, опытный фехтовальщик и старший в доме Гермеса[8].
- Адам Коуплэнд — Арес, высокомерный и дерзкий бог войны[9].
- Эндрю Альварес — Крис Родригес, сын Гермеса и единокровный брат Луки[10].
- Ник Борэйн — Кронос, царь Титанов, чей голос звучит во снах Перси[11].

### Гостевые персонажи
- Оливия Мортон — Нэнси Бобофит, любимица учителя, которая не любит Перси[8].
- Сара Дж. Саути — Тисфона, одна из фурий.
- Джессика Паркер Кеннеди — Медуза, живущая в одиночестве горгона, которая была связана с отцом Перси в прошлом[9].
- Сьюзан Крайер — Ехидна, грозная мать монстров[9].
- Лин-Мануэль Миранда — Гермес, вестник богов[12].
- Джей Дюпласс — Аид, бог загробного мира[13].
- Тимоти Омандсон — Гефест, бог кузнечного ремесла[13].
- Лэнс Реддик — Зевс, грозный бог неба, у которого украли молнии[14]. Это будет последнее появление Реддика на телевидении после его смерти 17 марта 2023 года[15].
- Тоби Стивенс — Посейдон, упрямый и импульсивный отец Перси и бог морей[14].

Азриэль Далман сыграл Перси Джексона в детстве. Создатель франшизы Рик Риордан появляется эпизодически в кабинете директора Академии Янси, а также в виде статуи в магазине садовых гномов тетушки Эм.

## Эпизоды

### Первый сезон: «Похититель молний» (2023-24)
| № | Название                                      | Режиссёр        | Автор сценария                            | Дата премьеры   |
| --- | --------------------------------------------- | --------------- | ----------------------------------------- | --------------- |
| 1 | «Я случайно уничтожаю учительницу математики» | Джеймс Бобин    | Рик Риордан и Джонатан Е. Стейнберг       | 19 декабря 2023 |
| 12-летний юноша Перси Джексон посещает школьную экскурсию в Метрополитен-музее, где его учитель латыни мистер Бруннер дарит ему меч под названием «Разрывное течение», замаскированный под шариковую ручку. Перси случайно толкает свою одноклассницу-задиру Нэнси Бобофит в фонтан, чем привлекает внимание учительницы математики миссис Доддз, которая оказывается фурией. Перси отбивается от Доддз «Разрывным течением», а затем обнаруживает, что никто кроме него не помнит о существовании учительницы. Перси возвращается домой к отчиму Гейбу Ульяно и матери Салли Джексон. Некоторое время спустя, Перси и Салли отправляются в хижину в Монтока; по пути Салли рассказывает сыну, что древнегреческие боги и чудовища существуют в реальном мире. Вскоре они сталкиваются с другом и одноклассником Перси Гроувером Ундервудом, на самом деле являющимся сатиром. Гроувер велит Салли отвезти Перси в «Лагерь полукровок». По пути на них нападает Минотавр, который, по всей видимости, убивает Салли, после чего Перси в гневе убивает его. Он падает в обморок по прибытии в лагерь. На утро Перси приходит в себя и видит Хирона. |                                               |                 |                                           |                 |
| 2 | «Я становлюсь повелителем туалета»            | Джеймс Бобин    | Рик Риордан и Джонатан Е. Стейнберг       | 19 декабря 2023 |
| Перси просыпается в лазарете лагеря, где его приветствует Гроувер. Затем он встречает мистера Д, директора лагеря, и узнаёт, что мистер Бруннер и есть кентавр Хирон. Последний поручает Перси жить в домике Гермеса до тех пор, пока его не признает божественный родитель. Перси знакомится с другими жителями лагеря, включая Луку Кастеллана и Клариссу Ла Ру, и пытается выявить свои сильные стороны путём различных занятий. Кларисса и её друзья предпринимают попытку окунуть Перси головой в унитаз, однако тот отбрасывает хулиганов силой воды. Аннабет Чейз принимает Перси в свою команду в игре по захвату флага. Лука рассказывает Перси о своём прошлом, когда он и его подруга Талия Грейс подобрали юную Аннабет и отправились вместе с ней в лагерь, однако добраться удалось лишь ему и Аннабет. Во время состязания Перси отражает нападение Клариссы и её союзников, при этом побеждает синяя команда, состоящая из обитателей домиков Афины и Гермеса. Аннабет толкает Перси в озеро, и, когда тот падает в воду, его раны быстро заживают. Затем над головой Перси материализуется трезубец, символ власти бога морей Посейдона, который признаёт юношу своим сыном. Перси переезжает в домик Посейдона, а затем узнаёт, что Зевс обвинил его в краже своих молний; если он не вернёт их за неделю, то между богами начнётся война. Придя к выводу, что молнии мог похитить брат Зевса и Посейдона Аид, в плену которого также находится его мать Салли, Перси соглашается отправиться на поиск символа власти Зевса. |                                               |                 |                                           |                 |
| 3 | «Мы посещаем магазин садовых гномов»          | Андерс Энгстрём | Джонатан Е. Стейнберг и Моника Овусу-Брин | 26 декабря 2023 |
| Перси получает пророчество от Оракула, который, как он думает, подтверждает, что молнии находятся у Аида в Подземном мире, расположенном под Лос-Анджелесом. Хирон просит Перси выбрать двух спутников, которые будут сопровождать его в поиске, и тот выбирает Аннабет и Гроувера. Перед уходом Перси получает от Луки пару крылатых ботинок. Во время поездки на автобусе по Нью-Джерси на троицу нападают фурии Алекто и Тисифона. Героям удаётся сбежать, после чего они натыкаются на дом Медузы. Та пытается убедить Перси, что это жестокие боги обратили её в чудовище, а затем предлагает ему предать друзей в обмен на помощь в спасении матери. В конечном итоге все трое объединяют усилия, чтобы обезглавить Медузу. Перси использует её голову, чтобы превратить Алекто в камень. Перси сообщает Аннабет и Гроуверу, что согласно пророчеству его предаст один из друзей, а также принимает решение отправить голову Медузы на Олимп. |                                               |                 |                                           |                 |
| 4 | «Я погружаюсь навстречу смерти»               | Андерс Энгстрём | Джонатан Е. Стейнберг и Джо Трач          | 2 января 2024   |
| Перси, Аннабет и Гроувер садятся на поезд и продолжают свой путь на запад. Вскоре троица сталкивается с Ехидной и Химерой, последняя из которых отравляет Перси. По прибытии поезда в Сент-Луис, герои решают сделать привал внутри «Ворот на запад», так как этот памятник имеет непосредственное отношение к Афине. Здоровье Перси постепенно ухудшается из-за яда, поэтому Аннабет направляется на вершину Арки, чтобы попросить помощи у Афины. Затем Аннабет узнаёт от монстров Ехидны, что Афина возмутилась, когда увидела отрезанную голову Медузы на Олимпе, и позволила Ехидне и Химере пройти через Арку. Перси решает остаться, чтобы выиграть время для отступления Гроувера и Аннабет. После неудачной битвы с Химерой Перси падает с Арки, и течение уносит его в Миссисипи. Там он встречает Нереиду, благодаря которой узнаёт, что может дышать под водой. |                                               |                 |                                           |                 |
| 5 | «Бог покупает нам чизбургеры»                 | Джет Уилкинсон  | Рик Риордан и Джонатан Е. Стейнберг       | 9 января 2024   |
| Прежде чем воссоединиться с Перси Аннабет замечает, как Атропос перерезает нить, тем самым предвещая приближающуюся смерть. По пути в Санта-Монику на встречу с Посейдоном герои узнают, что все они находятся в розыске из-за событий в поезде и в Арке. Троица встречает Ареса, который обещает помочь в обмен на возвращение его щита из «Water Land». Перси и Аннабет находят щит в туннеле любви; в попытках добыть его Перси попадает в ловушку на золотом троне Гефеста. Аннабет убеждает Гефеста освободить Перси, а тот, в свою очередь, обещает замолвить словечко перед Афиной. Арес передаёт троице рюкзак с припасами и доставляет их к грузовику, который направляется из зоопарка в Лас-Вегас, где герои смогут получить помощь от Гермеса в казино «Лотос». Проанализировав разговор с Аресом Гроувер говорит Перси и Аннабет, что знает, кто украл молнии. |                                               |                 |                                           |                 |
| 6 | «Мы везём зебру в Вегас»                      | Джет Уилкинсон  | Джонатан Е. Стейнберг и Джо Трач          | 16 января 2024  |
| В своём сне Перси подслушивает разговор между таинственной сущностью, которая приняла облик директора из Академии Янси, и похитителем молний. Герои прибывают в Лас-Вегас и передают Луке сообщение через Ириду; в нём они делятся подозрением, что молнии украла Кларисса. В казино-отеле «Лотос» Гроувер встречает друга его семьи по имени Август, который заявляет, что ему удалось найти Пана. Перси и Аннабет просят Гермеса о помощи, однако бог отказывается помочь им по личным причинам. Вскоре герои осознают, что сами того не ведая провели в казино нескольких дней, надышавшись отравленным плодом лотоса воздухом. Воссоединившись с Гроувером, Перси и Аннабет находят машину Гермеса и оставленное им указание на путь в Подземный мир. По дороге на пляж в Санта-Монике, Перси узнаёт от Нереиды, что срок его поиска истёк, а Посейдон начал готовиться к войне. Перси клянётся продолжить свой поиск и получает четыре жемчужины, которые должны помочь ему покинуть Подземный мир. |                                               |                 |                                           |                 |
| 7 | «Мы вроде как узнаём правду»                  | Андерс Энгстрём | Эндрю Миллер                              | 23 января 2024  |
| Во флэшбеке Салли приводит Перси в новую школу. Опустошённая отстранённостью сына, который ко всему прочему начинает видеть мифических существ, Салли связывается с Посейдоном, однако тот отговаривает её везти Перси в «Лагерь полукровок». В настоящее время Перси побеждает Прокруста и получает доступ к его тайному проходу в Подземный мир. Герои сталкиваются с Хароном, который натравливает на них Цербера. Аннабет приручает собаку, тем самым позволяя друзьям сбежать, а Гроувер обнаруживает, что потерял жемчужину. Аннабет застревает на полях Асфоделя, из-за чего ей приходится использовать свою жемчужину. В Тартаре Гроувер избегает попадания в яму благодаря летающим ботинкам, в то время как Перси находит в подаренном Аресом рюкзаке молнии Зевса. Аид принимает юношей у себя во дворце и предлагает освободить Салли в обмен на возвращение его шлема тьмы, который также был украден. Перси приходит к выводу, что за обеими кражами стоит Кронос, затаивший обиду на своих детей. Аид предлагает героям убежище в обмен на молнии. Перси отказывается, но обещает вернуть ему шлем. Молодые люди используют жемчужины и переносятся в Монток, где воссоединяются с Аннабет, а также замечают воинственно настроенного Ареса. |                                               |                 |                                           |                 |
| 8 | «Пророчество сбывается»                       | Джет Уилкинсон  | Крэйг Силверштейн                         | 30 января 2024  |
| Во флэшбеке Перси и Лука проводят спарринг на мечах и делятся друг с другом отношением к богам. В настоящее время Перси вызывает Ареса на бой; молодой человек предлагает пари — первый, кто прольёт кровь, забирает и молнии и шлем. В конечном итоге Перси призывает морскую волну, чтобы нанести рану богу войны и тот, заявив, что полубог нажил себе врага на всю жизнь, отступает. Перси отдаёт шлем воскресшей Алекто, а также напоминает ей условия сделки с Аидом. Затем Перси отправляется на расположенный на вершине Эмпайр-стейт-билдинг Олимп и возвращает молнии Зевсу, который, тем не менее, не собирается прекращать войну. Когда Перси навлекает на себя гнев царя богов и тот готовится ударить его, появляется Посейдон. Бог морей признаёт поражение, после чего братья соглашаются сообщить совету богов об угрозе Кроноса. Благодаря Посейдону Перси возвращается в «Лагерь полукровок», где приходит к выводу, что молнии украл Лука, так как тот ранее дал ему проклятые летающие ботинки. Лука сознаётся в содеянном и пытается завербовать Перси в свою армию, и, получив отказ от сына Посейдона, нападает на него и побеждает в бою. В тот же момент выясняется, что Аннабет слышала признание Луки, который решает скрыться через портал. В последний день пребывания в лагере Перси, Аннабет и Гроувер прощаются друг с другом, пообещав встретиться на том же месте в следующем году. Во сне Кронос сообщает Перси, что тот является ключом к его воскрешению. В сцене после титров Гейб пытается нанять адвоката по телефону, чтобы тот представлял его интересы во время развода с Салли. На пороге квартиры он обнаруживает, что его бывшая жена сменила замок, а также коробку рядом с дверью; в ней оказывается голова Медузы, глядя на которую Гейб превращается в каменную статую. |                                               |                 |                                           |                 |

## Производство

### Разработка
В ноябре 2018 года Рик Риордан выразил сомнение, что если Disney будет экранизировать его романы, то у него останется творческий контроль, сославшись на опыт работы с серией фильмов от 20th Century Fox. В декабре 2019 года Риордан встретился с представителями Disney и обсудил с ними возможность создания перезапуска адаптации книг о Перси Джексоне; это стало возможным после того, как Disney приобрела 21st Century Fox в том же году. В мае 2020 года началась разработка сериала для Disney+ по мотивам литературного цикла «Перси Джексон и Олимпийцы», первый сезон которого адаптировал события книги «Похитителя молний». В марте 2021 года создатели сериала проводили кастинг и искали режиссёров. В октябре стало известно, что пилотный эпизод срежисирует Джеймс Бобин, а в июле Джонатан Е. Стейнберг и Дэн Шотц присоединились к проекту в качестве шоураннеров.
В январе 2022 года проекту был дан «зелёный свет»; в то же время в сети появилась информация, что его спродюсируют компании Disney Branded Television, 20th Television и Gotham Group. Стейнберг, Шотц, Бобин и Риордан выступили исполнительными продюсерами, наряду с Ребеккой Риордан, Бертом Солком, Моникой Овусу-Брин, Джимом Роу, Андерсом Энгстрёмом, Джетом Уилкинсоном, Эллен Голдсмит-Вейн, Джереми Беллом и Д. Дж. Голдбергом. В том же месяце Риордан сообщил, что Энгстрём поставит третий и четвёртый эпизоды, а Уилькинсон — пятый и шестой. Бюджет одного эпизода варьируется от 12 до 15 млн $.

### Сценарий
На момент марта 2021 года создатели рассмотрели черновой вариант сценария пилотного эпизода. В апреле 2021 года стало известно, что Джонатан Е. Стейнберг выступит соавтором и исполнительным продюсером пилотного эпизода наряду с Риорданом. В тот же день Моника Овусу-Брин, Дафна Олив, Стюарт Страндберг, Зои Нири, Джо Трац и Ксавье Стайлз пополнили число сценаристов сериала. Каждый сезон адаптирует одну из книг цикла «Перси Джексон и Олимпийцы», в случае с первым сезоном это «Похититель молний». Создатели не исключили возможность адаптации дополнительных материалов к основной книжной серии. Риордан и Стейнберг написали «библию сериала», а также набросали идеи для будущих сезонов. Первый сезон будет состоять из восьми эпизодов.
В марте началась работа над вторым сезоном, однако, по словам Риордана, на тот момент ещё не было принято решения о продлении сериала. В последующих сезонах создатели планируют уделить внимание инвалидности Хирона.

### Кастинг
Предварительный кастинг начался в апреле 2021 года. В январе 2022 года Уокер Скобелл получил роль Перси Джексона, о чём было объявлено в апреле того же года. В следующем месяце стало известно, что Лея Джеффрис и Арьян Симхадри сыграют Аннабет Чейз и Гроувера Ундервуда, близких друзей Перси. Кастинг Джеффрис подвергся критике в сети из-за того, что в романах Аннабет не была темнокожей. Подобные заявления Риордан назвал «расистскими». Исполнитель роли Перси Джексона в серии фильмов 2010-2013 годов Логан Лерман также выразил слова поддержки молодым актёрам.
В июне Вирджиния Кулл, Глинн Тёрмен, Джейсон Мандзукас, Меган Маллалли и Тимм Шарп получили роли Салли Джексон, Хирона, Диониса, Алекто и Гейба Ульяно. В том же месяце Диор Гудджон и Чарли Бушнелл присоединились к основному актёрскому составу в качестве Клариссы Ла Ру и Луки Кастеллана, в то время как Оливии Мортон отошла эпизодическая роль Нэнси Бобофит. Адам Коуплэнд получил роль бога войны Ареса в октябре, а Сьюзан Крайер и Джессикой Паркер Кеннеди — чудовищ Ехидны и Медузы. В ноябре 2022 года подтвердилось участие в сериале Лина-Мануэля Миранды, Джея Дюпласса и Тимоти Омандсона в качестве Гермеса, Аида и Гефеста, а в январе 2023 года было раскрыто, что Лэнс Реддик сыграет Зевса, а Тоби Стивенс — Посейдона. В марте Джейсон Грей-Стэнфорд присоединился к актёрскому составу в роли Марона.

### Дизайн
Художником по костюмам выступила Тиш Монахэн.

### Съёмки
Съёмки первого сезона начались 2 июня 2022 года в Ванкувере под рабочим названием «Золотая норка» и завершились в январе 2023 года. Для съёмок использовалась светодиодная сцена на базе технологии визуальных эффектов StageCraft от студии Industrial Light & Magic.

### Музыка
К октябрю 2023 года Беар Маккрири, который ранее работал со Стейнбергом и Шотцем над сериалами «Живая мишень» (2010), «Чёрные паруса» (2014) и «Видеть» (2019), написал музыку к первому сезону совместно с членами музыкального коллектива «Sparks & Shadows». В первом эпизоде играет песня Оливии Родриго «Logical». 22 декабря состоялся цифровой релиз саундтрека «Похитителя молний» под лейблом Hollywood Records; его композиторами числятся «Sparks & Shadows», а Маккрири — автором текста.
| №                   | Название                                 | Автор(ы)            | Длительность |
| ------------------- | ---------------------------------------- | ------------------- | ------------ |
| 1.                  | «Percy Jackson and the Olympians»        | Беар Маккрири       | 5:11         |
| 2.                  | «Perseus»                                |                     | 4:22         |
| 3.                  | «The Minotaur»                           |                     | 4:53         |
| 4.                  | «Camp Half-Blood»                        |                     | 6:44         |
| 5.                  | «Aunty Em»                               |                     | 2:44         |
| 6.                  | «The Mother of Monsters»                 |                     | 2:57         |
| 7.                  | «Chimera»                                |                     | 2:52         |
| 8.                  | «The Tunnel of Love»                     |                     | 3:02         |
| 9.                  | «A Zebra in Vegas»                       |                     | 3:10         |
| 10.                 | «Spirit of the Sea»                      |                     | 3:54         |
| 11.                 | «The Fields of Asphodel»                 |                     | 2:21         |
| 12.                 | «Lord of the Dead»                       |                     | 2:58         |
| 13.                 | «Poseidon»                               |                     | 5:13         |
| 14.                 | «Olympus»                                |                     | 3:52         |
| 15.                 | «The Lightning Thief»                    |                     | 3:38         |
| 16.                 | «The Sea Does Not Like to Be Restrained» |                     | 5:33         |
| Общая длительность: | Общая длительность:                      | Общая длительность: | 1:03:24      |

## Маркетинг
10 сентября 2022 года во время D23 Expo состоялся показ тизер-трейлер первого сезона. Ротем Русак из Nerdist отметил, что в трейлере прозвучало вступление романа «Похититель молний». Кендалл Майерс из Collider назвала тизер чрезмерно мрачным. В августе 2023 года Disney выпустила второй тизер-трейлер, в котором была объявлена дата премьеры. В сентябре на Disney+ появился полноценный трейлер, а также кадры из сериала с главными героями. В ноябре вышел новый трейлер, который за 10 дней набрал более 84,3 млн просмотров.

## Премьера
Первый сезон сериала состоил из 8 эпизодов, которые выходили еженедельно. Релиз первых двух эпизодов состоялся на Disney+ 19 декабря 2023 года, за день до запланированной премьеры 20 декабря. Изначально первый сезон должен был начаться в начале 2024 года. С 20 декабря 2023 года по 31 января 2024 года первый эпизод стал доступен на стриминговом сервисе Hulu.

## Восприятие

### Рейтинги
В декабре 2023 года Disney объявила, что за первые шесть дней премьерный эпизод на Disney+ и Hulu посмотрели 13,3 миллиона зрителей.

### Критика
На агрегаторе рецензий Rotten Tomatoes рейтинг свежести первого сезона составляет 96% на основе 52 рецензий со средним баллом 7,5/10. Консенсус сайта гласит: «„Перси Джексон и Олимпийцы“ — это точная адаптация романов Рика Риордана, которая с любовью преподносит одиссею с подростками и мифами». Metacritic, который выставляет оценки на основе среднего арифметического взвешенного, дал первому сезону 73 балла из 100 на основе 24 рецензий, что указывает на «преимущественно положительный приём».
Николь Драм из ComicBook.com похвалила «одних из лучших телеактёров, их фантастическую игру, волшебные спецэффекты и построение мира», и заявила, что «сериал представляет собой настолько идеальную адаптацию, насколько это возможно, как будто бы сами боги приложили к ней руки». По словам Мэтью Крейта из TheWrap, сериал «даёт свежее прочтение прекрасной истории, ориентированной на юную аудиторию». Кэтрин Портер из Paste резюмировала: «Благодаря подбору актёров, сценарию и дизайну локаций мы получаем адаптацию „Похитителя молний“, которую ждали более десяти лет». Арамид Тинубу из Variety был рад, что «по творчеству Риордана наконец появилась заслуженная масштабная адаптация».

### Награды
| Год  | Награда                           | Категория                                                                     | Получатель(и)                                                   | Результат | Источник |
| ---- | --------------------------------- | ----------------------------------------------------------------------------- | --------------------------------------------------------------- | --------- | -------- |
| 2023 | Hollywood Music in Media Awards   | Главная музыкальная тема телепередачи/мини-сериала                            | Беар Маккрири                                                   | Номинация | [ 63 ]   |
| 2024 | Family Film and TV Awards         | Лучший ансамбль в сериале (Television)                                        | Актёры сериала                                                  | Номинация | [ 64 ]   |
| 2024 | Премия Гильдии режиссёров Америки | Лучшая режиссура — Детская телепрограмма                                      | Джеймс Бобин (за «Я случайно уничтожаю учительницу математики») | Номинация | [ 65 ]   |
| 2024 | Премия NAACP Image                | Лучший молодой актёр /актриса (сериал, спецвыпуск, телефильм или мини-сериал) | Леа Джеффрис                                                    | Ожидается | [ 66 ]   |